# Список глав государства Биафра
Главой самопровозглашённого частично признанного государства Биафра в период его существования с 30 мая 1967 года (дата провозглашения независимости) до 15 января 1970 года, был президент. Первым президентом Биафры был Чуквуэмека Одумегву Оджукву. Вторым и последним президентом Биафры стал генерал Филип Эффионг, которому президент Оджукву передал свои полномочия 8 января 1970 года, после чего в ночь с 10 на 11 января с семьёй и несколькими членами правительства Биафры бежал из страны. 14 января генерал Эфионг подписал акт о безоговорочной капитуляции республики, и государство Биафра прекратило своё существование. 
|   | Портрет | Имя                                                                       | Вступил в должность | Покинул должность |
| - | ------- | ------------------------------------------------------------------------- | ------------------- | ----------------- |
| 1 |         | Чуквуэмека Одумегву Оджукву (1933—2011) англ. Chukwuemeka Odumegwu Ojukwu | 30 мая 1967         | 8 января 1970     |
| 2 |         | Филип Эффионг (1925—2003) англ. Philip Effiong                            | 8 января 1970       | 12 января 1970    |